# Guadalupe Norte
Guadalupe Norte es una comuna argentina del Departamento General Obligado, en la provincia de Santa Fe. Está situada a 25 km (kilómetros) al norte de la ciudad de Reconquista, y a 350 km de la capital provincial, Santa Fe de la Vera Cruz.
Se encuentra emplazada sobre la Ruta Nacional 11, cerca del arroyo Amores y del río Paraná Miní. Las localidades más cercanas son Las Garzas, Avellaneda, Santa Ana, Lanteri, y Las Garcitas.

## Historia
En 1884, se inicia el asentamiento de inmigrantes colonos en lo que hoy es Guadalupe Norte. La mayoría había llegado de Italia en 1879 con motivo de fundar la colonia Avellaneda, pero tomaron la decisión de trasladarse unos kilómetros al norte de este distrito.
En 1903, se produjo la llegada de la familia de don Antonio Masat y de doña Magdalena Cancian, quienes vinieron con sus hijos y sus yernos de apellidos Colussi y Zorat a instalarse definitivamente en la entonces nueva colonia de Guadalupe Norte, dedicándose a la agricultura.
En 1907, los habitantes se reunieron para tratar cuestiones educacionales, además de la necesidad de levantar el edificio para la capilla del pueblo. Es así que el 17 de enero de 1908 se inaugura la capilla bajo la protección y nombre de Nuestra Señora de Guadalupe. Siendo la capilla la institución que nucleaba las actividades y los habitantes, se toma la fecha de su inauguración como fecha de creación del pueblo.
El sentimiento religioso hacia la patrona del lugar hizo que los habitantes comenzaran a llamar a este paraje, Colonia Guadalupe.
Esta denominación fue registrada el 25 de junio de 1911 y en marzo de 1917 se le agrega la denominación Norte para diferenciarse de la 
villa Guadalupe de la ciudad de Santa Fe.

## Población
Cuenta con 1257 habitantes (Indec, 2010), lo que representa un incremento de dos personas frente a los 1255 habitantes (Indec, 2001) del censo anterior.
| Gráfica de evolución demográfica de Guadalupe Norte entre 1991 y 2010 |
|                                                                       |
| Fuente: Censos nacionales del INDEC                                   |

## Actualidad
En la actualidad, la Comuna de Guadalupe Norte cuenta con alrededor de 1300 habitantes, de los cuales el 40 % vive en zonas rurales.
Además cuenta con un centro cívico, en el que funcionan la policía, el dispensario y la biblioteca.
Posee dos escuelas primarias y una secundaria (la Escuela de Educación Técnica N.º 390).

## Símbolos comunales
La creación de la bandera para Guadalupe Norte se realizó a partir de un concurso a fin de elegir la bandera de la Comuna local. la participación del mismo estaba abierta a todo habitante del distrito que quisiera colaborar en dicha tarea. El pueblo presentó 93 modelos, fundamentados todos al dorso de los mismos. Los jurados eran representantes de las instituciones más sobresalientes del distrito. Después de varios días de estudio se dio a conocer la decisión en 9 de junio de 2001 a las 16 horas. Fue presentada la Nueva Bandera a la comunidad el 17 de junio del mismo año, quedando establecido este día por ordenanza municipal como «Día de la Bandera de Guadalupe Norte».

## Economía
La actividad económica fue hasta hace algunos años el cultivo de algodón. Hoy se cosecha soja, girasol y trigo, la actividad ganadera es de cría y de producción de novillos. Además está instalada en su ejido urbano la planta fabril de COLVEN S.A. Fabricante nacional de sensores de automotores y de ventilación vehicular (Vigía).

## Guadalupenses famosos
- Rafael Colussi, industrial argentino fundador de la firma COLVEN S.A. junto a su socio Néstor Venica.[5]
- Néstor Venica, industrial argentino fundador de la firma COLVEN S.A. junto a su socio Rafael Colussi.
- Marcos Muchiut, piloto argentino de automovilismo de velocidad, subcampeón de TC Mouras en 2014.